# Orosz Péter (püspök)
Isten szolgája Orosz Péter (Biri, 1917. július 14. – Alsókaraszló, 1953. augusztus 27.) görögkatolikus titokban felszentelt püspök, a Szovjetunióban lefolytatott egyházüldözés egyik áldozata. Boldoggá avatásának eljárása folyamatban van.

## Élete
Görögkatolikus paróchus második fiaként született. Édesapja, Orosz János a helyi görögkatolikus templom paróchusa volt, édesanyja, Rakovszky Erzsébet a berezniki paróchus lánya, nagyapja, Orosz Pál esperes pedig a kisvárdai görögkatolikus templom építtetője. Apja 1918-ban elhunyt. Testvére Orosz János szintén görögkatolikus lelkész lett. A trianoni békeszerződés után az akkori Csehszlovákia területén telepedtek le, édesanyja 1927-ben bekövetkezett haláláig, amikor is Kisszolyva településen távoli rokona Szabó Sándor parókus vette magához. 1933-ban, Szabó atya halála után annak testvére a szelencei lelkész Szabó András vállalja neveltetését. A közeli huszti gimnáziumban 1937-ben érettségizett le, majd teológiai tanulmányait az ungvári papnevelő intézetben végzi. 1942. június 26-án szentelik pappá. Szentelésekor kijelentette, hogy a cölibátust vállalja, tehát nőtlenként szentelték fel.
Rövid ideig Magyarkomjátban segédlelkész, majd Bilke parochusa lett.
1944. december 19-én Boldog Romzsa Tódor akkori munkácsi apostoli adminisztrátor a Apostoli Szentszéktől kapott különleges engedély birtokában – miszerint a várható egyházüldözés miatt, az egyház fennmaradásának érdekében előzetes pápai felhatalmazás nélkül saját döntése alapján, az általa kiválasztott személyt (személyeket) püspökké szentelheti – az 1944. szeptemberében felszentelt Chira Sándor püspök mellett őt is felszentelte püspöknek.
1948-ban a szovjet hatalom megpróbálta őt is visszakényszeríteni az ortodox egyházba, melyet megtagadott. Erre hivatkozással papi tevékenységének végzésétől eltiltják. Több másik – szintén illegalitásba kényszerített pappal együtt – titokban ellátja az Ilosvai járás és környékének lelkipásztori szükségleteit. Eközben folyamatosan bújkálnia kell, mivel a belügyi hatóságok nyomoznak utánuk, s pénzjutalmat ajánlottak fel a nyomravezetőnek. Több paptársa letartóztatása, illetve elmenekülése után a terület teljes lelkipásztori ellátása rá hárult. 1953 elején tartóztatták el. Az KGB ungvári nyomozói két héten keresztül hallgatják ki, de mivel Joszif Visszarionovics Sztálin halála miatt az egyházpolitikai elvek tisztázatlanok voltak, ezért szabadlábra helyezték.
Az ilosvai rendőrség akkori vezetője I. Harcsenko, az egyik operatív tanácskozáson a helyi KGB parancsnoka, Podlesznij rendelkezésére ismét utasítást ad letartóztatására, az eligazításon kémnek nevezte, akit élve vagy halva el kell fogni. 1953. nyarán még sikerült elmenekülnie, s az elfogására kirendelt rendőrök utána küldött golyója is elkerülte. 1953. augusztus 23-án Magyarkomját községben mutatta be a Szent Liturgiát, majd a következő napon  kísérőjével, Sztankó Katarinával a vasútállomásra indult, hogy Bilkére utazzon. Itt kísérője jegyet vett, ő pedig addig egy tehervagonban rejtőzött el. Valaki felismerte, s szólt a szolgálatos rendőrnek, aki letartóztatta.
Augusztus 27-én gyalog indították útnak, de Alsókaraszló közelében egy útmenti keresztnél Orosz Péter kijelentette, hogy nem megy tovább. Az őt kísérő V. Pósik rendőr ekkor halálosan megfenyegette, majd miután Orosz atya letérdelt, hogy imádkozzon nagyjából három méter távolságból lelőtte. Halála előtt még magához vette a magánál tartott eucharisztiát, illetve közölte Sztankó Katarinával, a kísérőjével, hogy hatvan el nem végzett miseintenciója van.
Holttestét az ilosvai halottasházba szállították, ahol kegyeletsértő módon két napig feküdt meztelenül a padlón. Miután a magyarkomjáti hívek kérték a test kiadatását, hogy méltóképpen eltemessék, ezt megtagadták, s végül Kamjanka-Buzka mellett egy mezőn temették el, titokban. Sírjának helye hamarosan ismertté vált, ezért hamarosan testét exhumálták, s a helyi rendőrfőnök garázsának padlója alá ásták el.
Végül 1992. július 28-án találták meg a testét, s temették el a bilkei templom kertjébe. Gyilkosa Ukrajna függetlenné válása után még élt, ellene eljárás is indult, de mivel a tette elévült, így büntetlen maradt.

## Tisztelete
A titokban felszentelt püspökről évekig nem lehetett beszélni, tisztelete mégis fennmaradt. Ukrajna függetlenné válása, és a görögkatolikus egyház szabaddá válása után 2003-ban Sasik Milánnak, a Munkácsi görögkatolikus egyházmegye püspökének kezdeményezésére, valamint Szőke János és Puskás László posztulátorok aktív közreműködésével elkezdődött Orosz Péter mártír püspök boldoggá avatásának eljárása.